# Vlaamse School
De Vlaamse School is een term in de kunst, welke afhankelijk van de context meerdere betekenissen kan hebben.
Zuid-Nederlandse School
De Vlaamse School (Engels: Flemish School; Frans: École flamand) is een algemene aanduiding voor diverse scholen van schilders en beeldhouwers uit de Zuidelijke Nederlanden.
- De Vlaamse Primitieven
- De Brabantse School (Brussel, Antwerpen, Mechelen, Leuven)
- De Antwerpse School: Rubens, Van Dyck, Jordaens

Schilderkunst in de 19e en 20e eeuw)
- De Brugse School (Brugse schilders rond 1900)
- De Latemse School

Overig
- De Vlaamse School (Strip)